# Abuso di notazione
(Ronald Graham, Rudiments of Ramsey Theory)
In matematica, un abuso di notazione avviene quando un autore usa una notazione matematica in un modo non formalmente corretto ma che semplifica l'esposizione (e al tempo stesso è improbabile che introduca errori o causi confusione). L'abuso di notazione va distinto dal "misuso" di notazione, che deve essere evitato.
Semplici esempi avvengono quando si parla di insiemi di oggetti matematici. Per esempio, uno spazio topologico consiste di un insieme {\displaystyle T} e una topologia {\displaystyle {\mathcal {T}}}, e due spazi topologici {\displaystyle (T,{\mathcal {T}})} e {\displaystyle (T,{\mathcal {T'}})} possono essere abbastanza differenti se hanno differenti topologie. Tuttavia, è frequente riferirsi ad un tale spazio semplicemente con {\displaystyle T} quando non ci sia pericolo di confusione o quando è chiaro implicitamente quale topologia si stia considerando. Similmente, ci si riferisce spesso ad un gruppo {\displaystyle (G,\star )}, caratterizzato da un insieme {\displaystyle G} e un'operazione {\displaystyle \star },  semplicemente con {\displaystyle G} quando le operazioni sono chiare dal contesto.

## Vantaggi
La nuova notazione può risultare più chiara nel nuovo campo di applicazione, a volte anche in maniera inaspettata.

## Svantaggi
Il nuovo uso può prendere a prestito dal vecchio campo di applicazione argomenti che non hanno equivalente, creando una falsa analogia.

## Esempi
John Harrison cita "l'uso di f(x) per rappresentare sia l'applicazione di una funzione f ad un argomento x, che per l'immagine sotto f di un sottoinsieme, x, del dominio f".
Il calcolo del prodotto vettoriale come determinante della matrice
{\displaystyle \mathbf {a} \times \mathbf {b} =\det {\begin{bmatrix}\mathbf {i} &\mathbf {j} &\mathbf {k} \\a_{1}&a_{2}&a_{3}\\b_{1}&b_{2}&b_{3}\\\end{bmatrix}}}
è un abuso di notazione significativo in quanto {\displaystyle \mathbf {i} ,\mathbf {j} ,\mathbf {k} } sono trattati come scalari mentre sono versori.